# 陈嘏
陈嘏（?—9世纪），字锡之，福建晋江县黄田铺报劬山下(现惠安县黄塘镇)人。陈嘏是惠安境内第一名进士。陈嘏著作仅留《羽衣霓裳》和《履冰》两篇辞赋。
开成三年（838年），陈嘏中进士。大中元年（847年），陈嘏任刑部郎中。